# .22 Long Rifle
.22 LR (англ. long rifle — «длинный винтовочный»), 5,6×15,6 мм R — малокалиберный унитарный патрон кольцевого воспламенения 22-го калибра (5,6 мм).

## Описание
Патрон был разработан в 1887 году фирмой «J. Stevens Arm & Tool Company» и является мировым рекордсменом по числу выпущенных и израсходованных патронов.
В настоящее время этот патрон — один из немногих оставшихся в широком использовании патронов кольцевого воспламенения.
Наиболее распространённый тренировочный и спортивный боеприпас .22 LR является также популярным охотничьим боеприпасом: в России с его использованием промышляют мелкого пушного зверя, в США — отстреливают сельскохозяйственных вредителей (сусликов, койотов и т. п.). Основными объектами охоты с малокалиберными винтовками под данный патрон являются соболь, куница, белка и рябчик. Патрон .22 LR не подходит для добычи более крупных животных и птиц по причине большого процента подранков.
Своей популярностью патрон обязан крайне низкой стоимости, практически отсутствующей отдаче и более чем удовлетворительной баллистике на ближних дистанциях, что позволяет расходовать значительно большее количество боеприпасов (по сравнению с патронами центрального боя) для спортивных тренировок, развлекательной стрельбы и промысла. Сравнимыми преимуществами обладает и оружие под патрон .22 LR: оно обладает наименьшей стоимостью на гражданском рынке, подходит даже для самых неопытных стрелков, и, благодаря малой мощности боеприпаса, практически всегда является крайне простым, надёжным и высокоресурсным.
Несмотря на свою популярность, патрон обладает рядом недостатков, в первую очередь — низкой мощностью. Тем не менее, некоторые практические ситуации показали возможность применения этого патрона также и для поражения людей: так, американский пистолет-пулемёт American-180, разработанный для тюремных надзирателей, благодаря скорострельности в 1200—1500 выстрелов в минуту и дисковому магазину на 165—275 патронов .22LR, легко компенсировал недостаток в мощности и бронебойности вышеуказанными параметрами: высокая плотность огня этого оружия успешно компенсировала малое останавливающее действие отдельных пуль.

## Область применения
Патрон применяется как в винтовках, так и в пистолетах. Производится для винтовок в основном для охотничьих и спортивных целей и для пистолетов — для тренировочно-спортивных целей, изредка — самообороны. Из-за невысокой энергии и слишком крутой траектории пули данный патрон пригоден лишь для добычи мелкой дичи (белка, соболь) на коротких дистанциях.
Специфическая область применения — использование надзирателями федеральных и местных тюрем США, где автоматическое скорострельное оружие, использующее данный патрон, активно применялось при подавлении бунтов заключённых. Надзиратели очень быстро оценили достоинства такого оружия. Маломощный патрон почти не даёт рикошетов и обеспечивает отличную точность и стабильность даже при стрельбе длинными очередями. При этом высокая скорострельность при стрельбе длинными очередями успешно компенсировала малое останавливающее действие отдельной пули, вкупе с большим магазином обеспечив высокую огневую мощь, которая необходима при подавлении беспорядков.
Также спецназ некоторых стран использует снайперские винтовки этого калибра для поражения неживых объектов. Например, для разбивания источников света во время ночных операций. Благодаря очень низкой громкости мелкашки (глушитель гасит звук выстрела почти полностью) идеально для этого подходят.
Например винтовка:  СВ-99 принята на вооружение ОМОНа.
Также существует MGV-176 — словенский пистолет-пулемёт, аналог American-180  который используется Хорватами и словенской полицией до нынешнего времени.

## Взаимозаменяемость боеприпасов
Несмотря на кажущуюся разницу между различными образцами патронов кругового воспламенения, между ними всё же возможна некоторая взаимозаменяемость. Так, из советских/российских малокалиберных винтовок и пистолетов, патронник которых рассчитан на использование длинных винтовочных патронов .22 LR, в случае необходимости можно стрелять патронами .22 Short и .22 Long. Патрон .22 Магнум (.22 WMR) не может применяться в оружии под .22 LR в силу большего диаметра гильзы (6,1 мм против 5,75 у .22 LR), а также потому, что диаметр пули у .22 LR равен диаметру гильзы (т. н. «heeled bullet»), в отличие от .22 WMR.

## Оружие под патрон .22 LR

Чертёж патрона (размеры в мм)

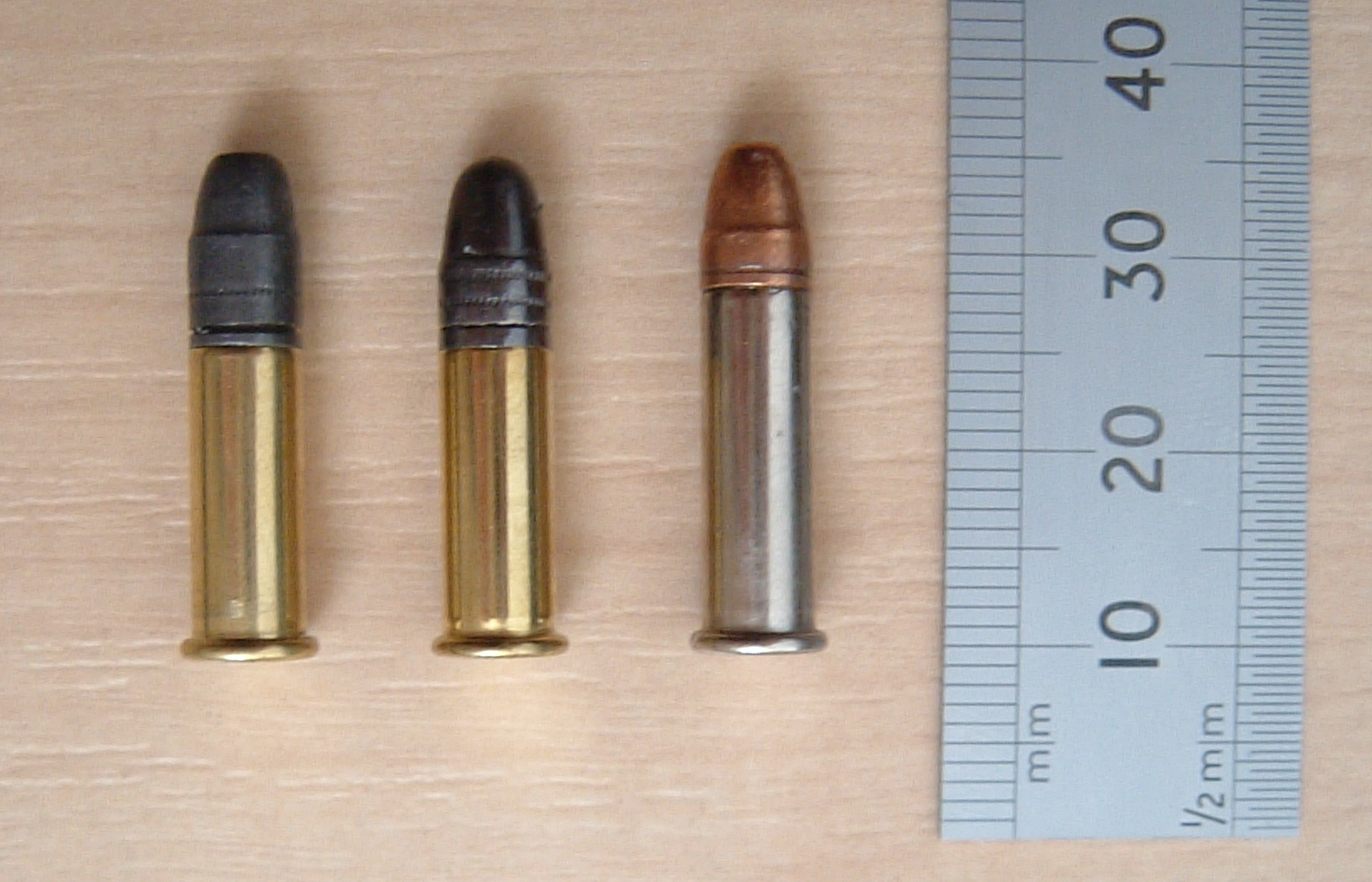

Существует огромное количество моделей оружия, рассчитанных на использование данного вида патрона, в том числе:
- револьверы:
  - Ruger LCR
  - Mateba MTR-14
- самозарядные пистолеты:
  - Ruger MK I/II/III/IV
  - High Standard HDM
  - в том числе, спортивно-тренировочные пистолеты: ИЖ-34\35, Пистолет Марголина, МЦ-3 и др.
- однозарядные пистолеты:
  - LifeCard .22LR
- винтовки и карабины, в том числе:
  - однозарядные спортивные и спортивно-тренировочные винтовки: ТОЗ-8, ТОЗ-12, СМ- 2, Ruger no. 1 и др.
  - спортивные и спортивно-тренировочные магазинные винтовки: ТОЗ-9, БИ-7-2[3] и др.
  - охотничьи магазинные винтовки и карабины: Соболь, ТОЗ-11, ТОЗ-17, ТОЗ-18, ТОЗ-78, CZ-452, CZ-455 и др.
  - самозарядные винтовки: AR-7, ТСВ-1, МЦ18, CZ-512, ТОЗ-99, МР-161К и др.
- комбинированное охотничье оружие (комбинированные ружья, штуцера и др.)
- малокалиберные снайперские винтовки: СВ-99 и др.
- образцы бесшумного оружия для сил специального назначения: пистолет «High Standard HDM».
- автоматическое оружие: Пулемёт Блюма, American-180 и др.

Вероятно, наиболее экзотический пример — малокалиберный пулемёт Блюма, использовавшийся в довоенные годы для обучения личного состава РККА стрельбе из пулемётов Максима и Дегтярёва, а впоследствии — для отстрела волков в некоторых охотхозяйствах.